# Joseph Charles Arthur

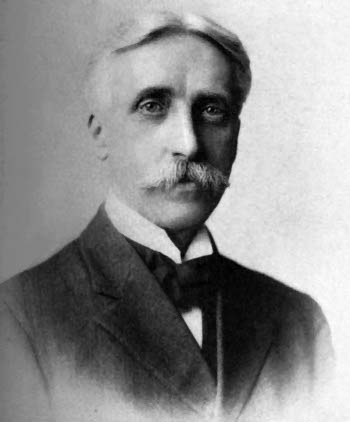
Joseph Charles Arthur

Joseph Charles Arthur (* 11. Januar 1850 in Lowville, New York; † 30. April 1942 in Brook, Indiana) war ein US-amerikanischer Botaniker. Sein offizielles botanisches Autorenkürzel lautet „Arthur“.

## Leben
Arthur wurde am 11. Januar 1850 in Lowville im US-Bundesstaat New York geboren. Als er ein kleines Kind war, zog seine Familie nach Charles City in Iowa. 1869 begann er ein Studium am Iowa Agricultural College, heute Iowa State University in Ames. 1872 schloss er mit einem Bachelor of Sciences (B.S.) ab. 1877 erhielt er den Master of Science (M.Sc.) in Botanik.
Er studierte an der Johns Hopkins University in Baltimore und an der Harvard University in Cambridge, Massachusetts; von 1879 bis 1881 war er Assistent („instructor“) an der University of Wisconsin, 1882 war er „instructor“ an der University of Minnesota. Von 1884 bis 1886 war er Botaniker an der New York State Agricultural Experiment Station in Geneva, New York.
1886 erhielt er den Doktor (Sc.D.) in Pflanzenpathologie und Mykologie von der Cornell University in Ithaca, New York. Kurz darauf ging er an die Purdue University in West Lafayette, Indiana, wo er die Botanische Fakultät („Department of Botany“) gründen und von 1887 bis 1915 auch leiten sollte.
Arthur spezialisierte sich auf Echte Rostpilze (Uredinales), eine Ordnung von pflanzenparasitischen Pilzen. Während seiner Wirkungszeit an der Purdue University gründete er dort das Herbarium (nach ihm als „Arthur Herbarium“ benannt), das auch weiterhin eine führende Forschungseinrichtung für Rostpilze ist.
Arthur war Mitglied der Indiana Academy of Science und im Jahr 1893 auch deren Präsident. Als Mitglied der Botanical Society of America war er 1902 und nochmals 1910 Präsident. Daneben war er Mitglied der American Academy of Arts and Sciences (gewählt 1923) und der American Philosophical Society. Beim International Botanical Congress war er ebenfalls aktiv.
1901 heiratete er die aus Lafayette in Indiana stammende Emily Stiles Potter. Am 30. April 1942 verstarb er in Brook, Indiana.

## Werke
Arthur war Ko-Autor und Herausgeber des Werks The Plant Rusts (1929). Zur Flora of North America des US-amerikanischen Botanikers Nathaniel Lord Britton steuerte er zu Band 7 die Abschnitte zu „Uredinales“ (Nummern 2 bis 12, 1907 bis 1927) bei. Arthur veröffentlichte viele weitere wissenschaftliche Beiträge zu den Rostpilzen.
- Contributions to the flora of Iowa. A catalogue of the phaenogamous plants. 1876 doi:10.5962/bhl.title.55509 doi:10.5962/bhl.title.62417
- Contributions to the flora of Iowa. II-VI. 1877–1883 doi:10.5962/bhl.title.7618
- History and biology of pear blight. 1886 doi:10.5962/bhl.title.41039
- Handbook of plant dissection. 1886 doi:10.5962/bhl.title.23907
- Living plants and their properties. 1898 doi:10.5962/bhl.title.13222 doi:10.5962/bhl.title.26250
- Cultures of Uredineae 1899-1921. doi:10.5962/bhl.title.23493
- Handbook of plant morphology; being the Handbook of plant dissection. 1904 doi:10.5962/bhl.title.26209
- An annotated translation of the part of Schweinitz's two papers giving the rusts of North America. 1918? doi:10.5962/bhl.title.3902